# Alex Lloyd
Alex Stewart Lloyd (ur. 28 grudnia 1984 w Manchesterze) – brytyjski kierowca wyścigowy.

## Początek kariery
Karierę rozpoczął w 1995 roku w kartingu. W 2000 roku przesiadł się do Formuły Ford, a dwa lata później do Formuły Renault. W 2003 roku został wicemistrzem brytyjskiej Formuły Renault, przegrywając z Lewisem Hamiltonem.
W latach 2004–2005 startował w Formule 3000 (Mistrzostwa Europy i Włoch), ale bez większych perspektyw na przyszłość. W 2006 roku rodzice Lloyda sprzedali dom na Wyspie Man, aby umożliwić rozwój jego kariery, co zaowocowało wyjazdem do Stanów Zjednoczonych.

## Indy ProSeries
W latach 2006–2007 występował w serii Indy ProSeries, będącej bezpośrednim zapleczem IndyCar Series oraz poprzednikiem wskrzeszonej w 2008 roku serii Firestone IndyLights. W 2007 roku Lloyd pobił rekord cyklu, odnosząc osiem zwycięstw i pewnie zdobył tytuł mistrzowski (w barwach zespołu Sam Schmidt Motorsports).

## IndyCar Series

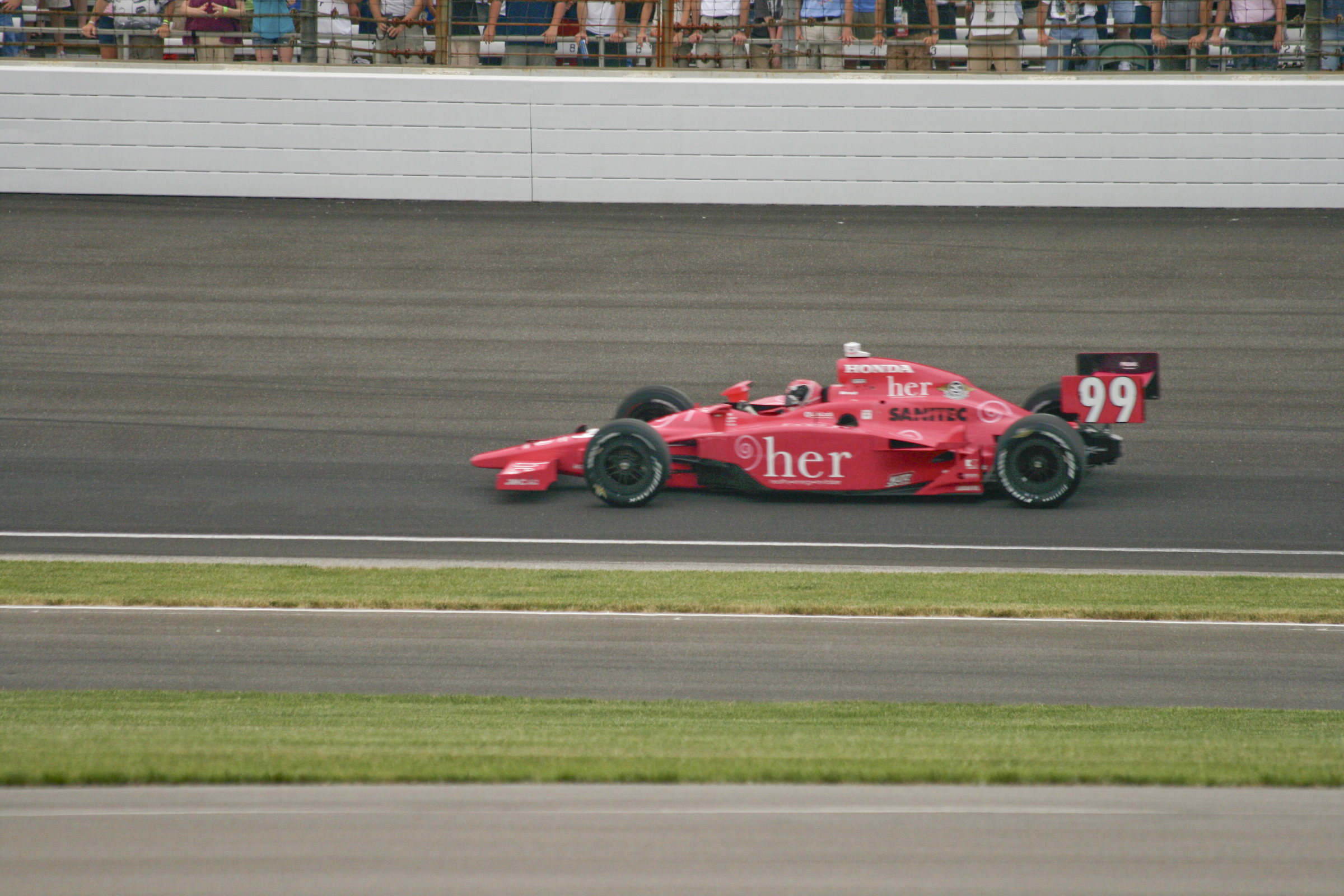
Lloyd podczas Indianapolis 500 w 2009 roku

Po zdobyciu tytułu IPS podpisał umowę z ekipą Chip Ganassi Racing, docelowo planując występy w IndyCar Series. Jednak w przeciągu dwóch lat zanotował tylko trzy występy w IRL (w tym dwa podczas Indianapolis 500, w międzyczasie głównie brał udział w zawodach Grand-Am) i po sezonie 2009 zakończył współpracę z zespołem Ganassi.
W sezonie 2010 notuje pierwszy pełny program startów w IndyCar Series w barwach ekipy Dale Coyne Racing. Podczas Indianapolis 500 uzyskał najlepszy wynik w dotychczasowej karierze (4. miejsce). Jest to jednocześnie najlepszy wynik zespołu Coyne’a w tym prestiżowym wyścigu w historii.

## Wyniki w Indianapolis 500
| Rok  | Nadwozie | Silnik | Start | Wynik | Uwagi   |
| ---- | -------- | ------ | ----- | ----- | ------- |
| 2008 | Dallara  | Honda  | 19    | 25    | Wypadek |
| 2009 | Dallara  | Honda  | 11    | 13    |         |
| 2010 | Dallara  | Honda  | 26    | 4     |         |
| 2011 | Dallara  | Honda  | 30    | 19    |         |

## Wyniki w Formule Renault 3.5
| Legenda oznaczeń w tabelach wyników Wyświetl szablon na nowej stronie | Legenda oznaczeń w tabelach wyników Wyświetl szablon na nowej stronie                                                                     |
| Oznaczenie                                                            | Wyjaśnienie |
| --------------------------------------------------------------------- | --- |
| Złoty                                                                 | Zwycięzca lub mistrzostwo |
| Srebrny                                                               | 2. miejsce lub wicemistrzostwo |
| Brązowy                                                               | 3. miejsce lub II wicemistrzostwo |
| Zielony                                                               | Ukończył, punktował (w klasyfikacji generalnej, gdy zdobył co najmniej jeden punkt na przestrzeni sezonu, poza trzema powyższymi opcjami) |
| Niebieski                                                             | Ukończył, nie punktował (w klasyfikacji generalnej, gdy nie zdobył co najmniej jednego punktu na przestrzeni sezonu)                      |
| Czerwony                                                              | Nie zakwalifikował się (NZ) |
| Czerwony                                                              | Nie prekwalifikował się (NPK) |
| Różowy                                                                | Nie ukończył (NU) |
| Różowy                                                                | Niesklasyfikowany (NS) (w klasyfikacji generalnej, gdy nie został sklasyfikowany w żadnym wyścigu sezonu)                                 |
| Czarny                                                                | Zdyskwalifikowany (DK) |
| Czarny                                                                | Wykluczony (WYK/EX) |
| Biały                                                                 | Nie wystartował (NW) |
| Biały                                                                 | Kontuzjowany (K/INJ) |
| Biały                                                                 | Wyścig odwołany (OD/C) |
| Bez koloru                                                            | Został wycofany (WYC/WD) |
| Bez koloru                                                            | Nie przybył (NP/DNA) |
| Bez koloru                                                            | Nie brał udziału w treningach (NT/DNP) |
| Bez koloru                                                            | Nie został zgłoszony (–) |
| Pogrubienie                                                           | Start z pole position |
| Kursywa                                                               | Najszybsze okrążenie wyścigu |
| †                                                                     | Nie ukończył, ale jego rezultat został zaliczony ze względu na przejechanie więcej niż 90% dystansu wyścigu.                              |
| *                                                                     | Sezon w trakcie |
| 1/2/3                                                                 | Punktowana pozycja w sprincie kwalifikacyjnym                                                                                             |
| Lista systemów punktacji Formuły 1                                    | |

| Rok  | Zespół | Wyniki w poszczególnych eliminacjach | Wyniki w poszczególnych eliminacjach | Wyniki w poszczególnych eliminacjach | Wyniki w poszczególnych eliminacjach | Wyniki w poszczególnych eliminacjach | Wyniki w poszczególnych eliminacjach | Wyniki w poszczególnych eliminacjach | Wyniki w poszczególnych eliminacjach | Wyniki w poszczególnych eliminacjach | Wyniki w poszczególnych eliminacjach | Wyniki w poszczególnych eliminacjach | Wyniki w poszczególnych eliminacjach | Wyniki w poszczególnych eliminacjach | Wyniki w poszczególnych eliminacjach | Wyniki w poszczególnych eliminacjach | Wyniki w poszczególnych eliminacjach | Wyniki w poszczególnych eliminacjach | Punkty | Pozycja |
| ---- | ------ | ------------------------------------ | ------------------------------------ | ------------------------------------ | ------------------------------------ | ------------------------------------ | ------------------------------------ | ------------------------------------ | ------------------------------------ | ------------------------------------ | ------------------------------------ | ------------------------------------ | ------------------------------------ | ------------------------------------ | ------------------------------------ | ------------------------------------ | ------------------------------------ | ------------------------------------ | ------ | ------- |
| 2005 | DAMS   | BEL                                  | BEL                                  | MON                                  | VAL                                  | VAL                                  | FRA                                  | FRA                                  | BIL                                  | BIL                                  | DEU                                  | DEU                                  | GBR                                  | GBR                                  | PRT                                  | PRT                                  | ITA                                  | ITA                                  | 0      | 40      |
| 2005 | DAMS   | -                                    | -                                    | 19†                                  | -                                    | -                                    | -                                    | -                                    | -                                    | -                                    | -                                    | -                                    | -                                    | -                                    | -                                    | -                                    | -                                    | -                                    | 0      | 40      |

## Życie prywatne
Żonaty z Samanthą Robinson (od 28 kwietnia 2006 roku), ma dwie córki.